# Pristimantis jaguensis
Pristimantis jaguensis es una especie de anfibio anuro de la familia Craugastoridae.

## Distribución geográfica
Esta especie es endémica del departamento de Antioquia en Colombia. Se encuentra en Alejandría entre los 1000 y 1200 m sobre el nivel del mar en la vertiente oriental de la Cordillera Central.

## Publicación original
- Rivera-Prieto, Rivera-Correa & Daza-Rojas, 2014: A new colorful species of Pristimantis (Anura: Craugastoridae) from the eastern flank of the Cordillera Central in Colombia. Zootaxa, n.º 3900 (2), p. 223–242.[4]